# Stephanie Gillis

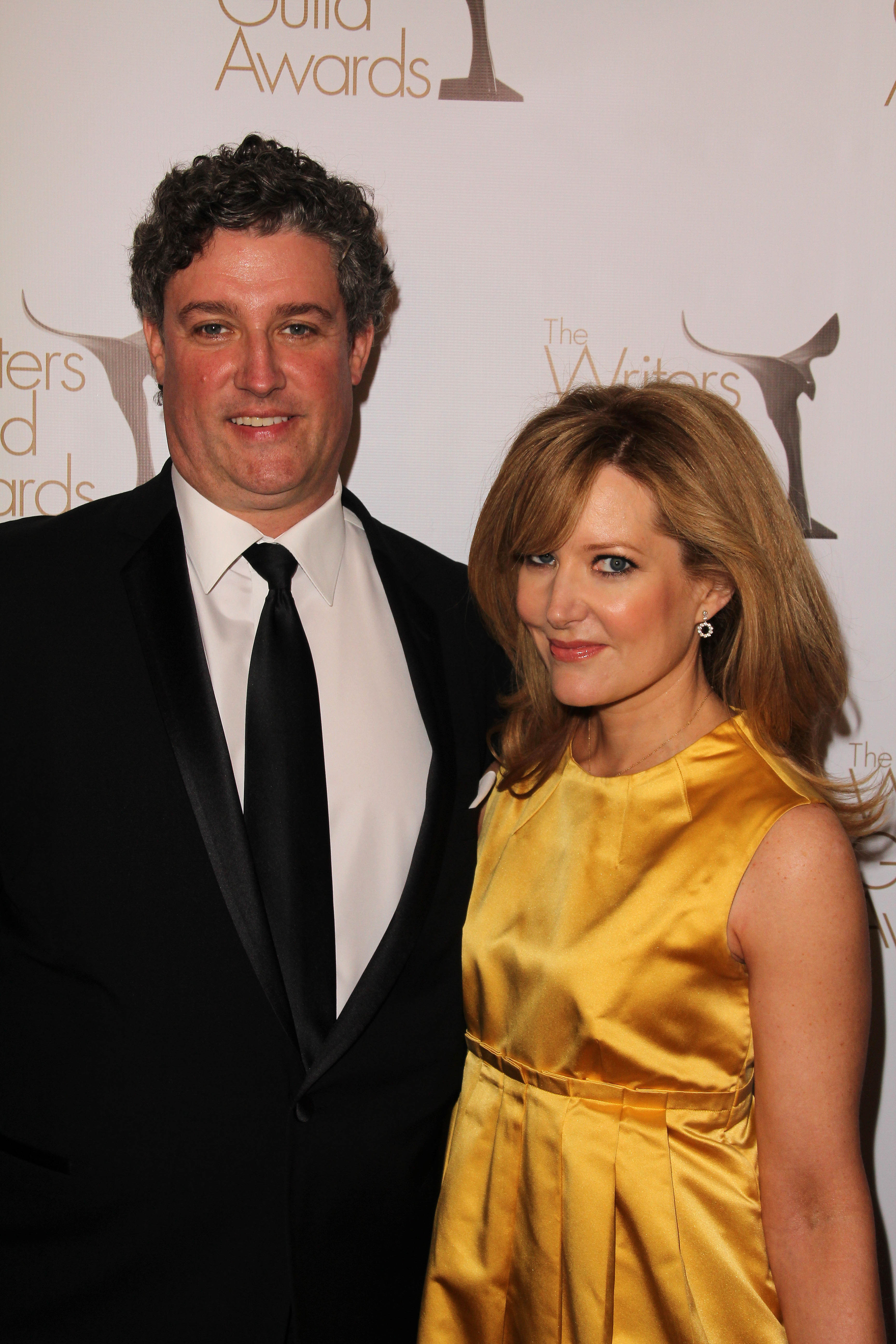
Stephanie Gillis.

Stephanie Gillis is een Amerikaans scenarioschrijver. Ze werkt voor de televisieserie The Simpsons. Ze schreef onder meer See Homer Run (waarvoor ze een nominatie voor een Writers Guild of America Award kreeg in 2006), Midnight Towboy en The Burns and the Bees.